# Jim Beaver
James Norman "Jim" Beaver, Jr. (n. 12 august 1950, Laramie, Wyoming) este un actor american de teatru, film și televiziune, dramaturg, scenarist, regizor și istoric de film. Este cel mai cunoscut telespectatorilor din întreaga lume ca  prospectorul Whitney Ellsworth din serialui HBO Deadwood, ca „vânătorul”  Bobby Singer din serialul The CW Supernatural  sau ca Șeriful Shelby Parlow din serualul FX Justified. Memoriile sale, Life's That Way, au fost publicate în aprilie 2009. În 1970 a participat la Războiul din Vietnam, fiind lăsat la vatră în 1971 cu gradul de caporal.

## Filmografie

### Filme
| An   | Titlu                                             | Rol                        | Note                                             |
| ---- | ------------------------------------------------- | -------------------------- | ------------------------------------------------ |
| 1977 | Semi-Tough                                        | B.E.A.T. Member            | Uncredited                                       |
| 1978 | The Seniors                                       | Client                     | Uncredited                                       |
| 1979 | Warnings                                          | The Artist                 | Short film                                       |
| 1981 | Nighthawks                                        | Subway Passenger           | Uncredited                                       |
| 1983 | Girls of the White Orchid                         | Pedestrian                 | Uncredited                                       |
| 1983 | Silkwood                                          | Plant Manager              |                                                  |
| 1985 | File 8022                                         | Ben Crysler                |                                                  |
| 1987 | Sweet Revenge                                     | Smuggler                   | Uncredited                                       |
| 1987 | Hollywood Shuffle                                 | Postal Worker              |                                                  |
| 1988 | Two Idiots in Hollywood                           | Crying Man                 |                                                  |
| 1988 | Defense Play                                      | FBI Agent                  |                                                  |
| 1989 | Mergers & Acquisitions                            | Gabby Hayes                | Short film                                       |
| 1989 | Turner & Hooch                                    | Plant Manager              |                                                  |
| 1989 | The Cherry                                        | The Captain                | Short film                                       |
| 1989 | In Country                                        | Earl Smith                 |                                                  |
| 1990 | El Diablo                                         | Spivey Irick               |                                                  |
| 1990 | The Court-Martial of Jackie Robinson              | Maj. Trimble               |                                                  |
| 1991 | Little Secrets                                    | Liquor Store Cashier       | Credited as Richard Muldoon                      |
| 1992 | Sister Act                                        | Detective Clarkson         |                                                  |
| 1993 | Sliver                                            | Detective Ira              |                                                  |
| 1993 | Geronimo: An American Legend                      | Proclamation officer       |                                                  |
| 1994 | Twogether                                         | Oscar                      |                                                  |
| 1994 | Blue Chips                                        | Ricky's Father             |                                                  |
| 1994 | Children of the Dark                              | Roddy Gibbons              | Deliberately uncredited                          |
| 1994 | Bad Girls                                         | Pinkerton Detective Graves |                                                  |
| 1997 | Wounded                                           | Agent Eric Ashton          |                                                  |
| 1998 | At Sachem Farm                                    | Foreman                    |                                                  |
| 1999 | Impala                                            | Sheriff Bert Davis         | Short film                                       |
| 1999 | Ah! Silenciosa                                    | Ambrose Bierce             | Short film                                       |
| 1999 | Magnolia                                          | Smiling Peanut Patron #1   |                                                  |
| 2000 | Fraud                                             | Detective Mason            | Short film                                       |
| 2000 | Where the Heart Is                                | Clawhammer                 | Scenes deleted                                   |
| 2001 | Joy Ride                                          | Sheriff Ritter             |                                                  |
| 2002 | Wheelmen                                          | Agent Hammond              |                                                  |
| 2002 | Adaptation.                                       | Ranger Tony                |                                                  |
| 2003 | The Life of David Gale                            | Duke Grover                |                                                  |
| 2003 | Wave Babes                                        | Amos Nandy                 |                                                  |
| 2003 | The Commission                                    | Howard L. Brennan          |                                                  |
| 2007 | Next                                              | Wisdom                     |                                                  |
| 2007 | Cooties                                           | The Man                    | Short film                                       |
| 2008 | Reflections                                       | Frank                      | Short film                                       |
| 2008 | The Silence of Bees                               | Parker Lam                 | Short film                                       |
| 2009 | Dark and Stormy Night                             | Jack Tugdon                |                                                  |
| 2011 | The Legend of Hell's Gate: An American Conspiracy | J. Wright Mooar            |                                                  |
| 2013 | Night Riders                                      |                            | Short film; writer, director, executive producer |
| 2015 | Crimson Peak                                      | Carter Cushing             |                                                  |

### Televiziune
| An        | Titlu                                         | Rol                         | Note                                                |
| --------- | --------------------------------------------- | --------------------------- | --------------------------------------------------- |
| 1978      | Desperado                                     | Nathan                      | TV film                                             |
| 1978–1979 | Dallas                                        | Diner/Julie's Gardener      | 2 episodes                                          |
| 1979      | Dallas Cowboys Cheerleaders                   | Cowboy player               | TV film                                             |
| 1986      | Divorce Court                                 | Wrench McCoy                |                                                     |
| 1987      | Jake and the Fatman                           | Defense Attorney            | Episode: "Fatal Attraction"                         |
| 1988      | Matlock                                       | Barney Sutler               | Episode: "The Umpire"                               |
| 1988      | Paradise                                      | Frank Foster                | Episode: "The Holstered Gun"                        |
| 1988      | Perry Mason: The Case of the Lady in the Lake | Motel Manager               | TV film                                             |
| 1989      | CBS Summer Playhouse                          | Wrong House Neighbor        | Episode: "Elysian Fields"                           |
| 1989      | The Young Riders                              | Johnson                     | Episode: "The Kid"                                  |
| 1989      | Mothers, Daughters and Lovers                 | Sheriff Jack Edzard         | TV film                                             |
| 1990      | Follow Your Heart                             | Craig Hraboy                | TV film                                             |
| 1990      | Midnight Caller                               | Tom Barlow                  | Episode: "Ryder on the Storm"                       |
| 1990      | Nasty Boys                                    | Wetstone                    | Episode: "Desert Run"                               |
| 1990      | Father Dowling Mysteries                      | Drake                       | Episode: "The Murder Weekend Mystery"               |
| 1991–1993 | Santa Barbara                                 | Andy the Rapist/Motel man   | 5 episodes                                          |
| 1991–1993 | Reasonable Doubts                             | Detective Earl Gaddis       | 13 episodes                                         |
| 1992      | Gunsmoke: To the Last Man                     | Deputy Willie Rudd          | TV film                                             |
| 1993      | Lois & Clark: The New Adventures of Superman  | Henry Barnes                | Episode: "I'm Looking Through You"                  |
| 1993      | Thunder Alley                                 | Leland DuParte              | 28 episodes                                         |
| 1993      | Gunsmoke IV: The Long Ride                    | Traveling blacksmith        | TV film                                             |
| 1995      | Home Improvement                              | Duke Miller                 | Episode: "Doctor in the House"                      |
| 1995      | Unsolved Mysteries                            | Himself                     | Episode: "Who Killed Superman?"                     |
| 1996      | High Incident                                 | Father in Wreck             | Episode: "Women & Children First"                   |
| 1996–1997 | Murder One                                    | Donald Cleary               | 2 episodes                                          |
| 1996      | Bone Chillers                                 | Edgar Allan Poe             | Episode: "Edgar Allan Poe-Session"                  |
| 1996–2004 | Days of Our Lives                             | Father Timothy Jansen       | 26 episodes                                         |
| 1997      | NYPD Blue                                     | Truck Driver / Jesus Christ | Episode: "Taillight's Last Gleaming"                |
| 1997      | Moloney                                       | Detective Ashton            | Episode: "The Ripple Effect"                        |
| 1997      | Spy Game                                      | Thornbush                   | Episode: "Lorne and Max Drop the Ball"              |
| 1997      | Total Security                                | Detective McKissick         | Episode: "Das Bootie"                               |
| 1997      | Divided by Hate                               | Danny Leland                | TV film                                             |
| 1998      | Melrose Place                                 | Ranger Virgil               | Episode: "Amanda's Back"                            |
| 1998      | Pensacola: Wings of Gold                      | Actor                       | Episode: "Power Play"                               |
| 1998      | Mr. Murder                                    | Agent Jason Reiling         | TV film                                             |
| 1998–1999 | E! Mysteries & Scandals                       | Himself                     | 2 episodes                                          |
| 1998–1999 | 3rd Rock from the Sun                         | Happy Doug                  | 7 episodes                                          |
| 1999      | The X-Files                                   | Coroner                     | Episode: "Field Trip"                               |
| 2000      | Biography                                     | Himself                     | Episode: "George Reeves: The Perils of a Superhero" |
| 2000      | The Trouble with Normal                       | Gary                        | 8 episodes                                          |
| 2001      | That '70s Show                                | Tony                        | Episode: "Who Wants It More?"                       |
| 2001      | The Division                                  | Fred Zito                   | Episode: "High on the Hog"                          |
| 2001      | Star Trek: Enterprise                         | Admiral Daniel Leonard      | Episode: "Broken Bow: Part 1"                       |
| 2001      | The West Wing                                 | Carl                        | Episode: "Manchester: Part 1"                       |
| 2001      | Philly                                        | Nelson Vanderhoff           | Episode: "Loving Sons"                              |
| 2001      | Warden of Red Rock                            | Jefferson Bent              | TV film                                             |
| 2003      | Andy Richter Controls the Universe            | Craig                       | Episode: "Charity Begins in Cellblock D"            |
| 2003      | Six Feet Under                                | Prison Officer              | Episode: "Twilight"                                 |
| 2003      | Tremors                                       | Sheriff Sam Boggs           | Episode: "Water Hazard"                             |
| 2003      | The Lyon's Den                                | Hank Ferris                 | Episode: "The Other Side of Caution"                |
| 2004      | Monk                                          | Sheriff Mathis              | Episode: "Mr. Monk Gets Married"                    |
| 2004      | Crossing Jordan                               | Ranger Diggory              | Episode: "Revealed"                                 |
| 2004–2006 | Deadwood                                      | Whitney Ellsworth           | 36 episodes                                         |
| 2006      | The Unit                                      | Lloyd Cole                  | Episode: "Manhunt"                                  |
| 2006      | CSI: Crime Scene Investigation                | Stanley Tanner              | 2 episodes                                          |
| 2006–2016 | Supernatural                                  | Bobby Singer                | Seasons 1-11 (57 episodes)                          |
| 2007      | Day Break                                     | 'Uncle' Nick Vukovic        | 5 episodes                                          |
| 2007      | John from Cincinnati                          | Vietnam Joe                 | 8 episodes                                          |
| 2007      | Big Love                                      | Carter Reese                | 3 episodes                                          |
| 2007      | Criminal Minds                                | Sheriff Williams            | Episode: "Identity"                                 |
| 2009      | Harper's Island                               | Sheriff Charlie Mills       | 11 episodes                                         |
| 2009      | Psych                                         | Stinky Pete Dillingham      | Episode: "High Noon-ish"                            |
| 2010      | Law & Order: Los Angeles                      | Frank Loomis                | Episode: "Hollywood"                                |
| 2010      | The Mentalist                                 | Cobb Holwell                | Episode: "The Red Ponies"                           |
| 2010      | Lie to Me                                     | Gus                         | Episode: "Veronica"                                 |
| 2010      | Love Bites                                    | Trucker                     | Episode: "Keep On Truckin'"                         |
| 2011–2012 | Breaking Bad                                  | Lawson                      | 2 episodes                                          |
| 2011–2013 | Justified                                     | Shelby Parlow/Drew Thompson | 14 episodes                                         |
| 2012      | Dexter                                        | Clint McKay                 | Episode: "The Dark...Whatever"                      |
| 2013      | The Middle                                    | Mr. Stokes                  | Episode: "Dollar Days"                              |
| 2013      | Mike & Molly                                  | Dwight                      | 2 episodes                                          |
| 2013      | Longmire                                      | Lee Roskey                  | Episode: "Natural Order"                            |
| 2013      | Revolution                                    | John Fry                    | 2 episodes                                          |
| 2014      | Major Crimes                                  | Counselor                   | Episode: "Return to Sender Part 2"                  |
| 2014      | NCIS                                          | Captain Tom O'Rourke        | Episode: "The San Dominick"                         |
| 2016      | Better Call Saul                              | Lawson                      | Same character from Breaking Bad 2 episodes         |
| 2016      | Bones                                         | George Gibbons              | Episode: "The Monster in the Closet"                |

### Serii web
| An   | Titlu                                 | Rol            | Note |
| ---- | ------------------------------------- | -------------- | ---- |
| 2015 | The New Adventures of Peter and Wendy | George Darling |      |

## Legături externe
- Jim Beaver la Internet Movie Database
- Jim Beaver la Allmovie
- Bio at HBO.com Arhivat în 9 ianuarie 2010, la Wayback Machine.
- Life's That Way
- Interview Jim Beaver Arhivat în 24 octombrie 2013, la Wayback Machine. with www.mycoven.com Arhivat în 22 martie 2022, la Wayback Machine. Jan. 2011